# Elías Antonio Saca
Elías Antonio Saca González (Usulután, 9 de marzo de 1965), también conocido como Tony Saca, es un político y empresario salvadoreño, descendiente de una familia palestina católica. Fue elegido presidente de la República de El Salvador el 21 de marzo de 2004, ejerciendo el cargo desde el 1 de junio de 2004 hasta el 1 de junio de 2009.
Fue condenado por corrupción a 10 años de prisión en 2018 por desviar y lavar más de 300 millones de dólares del presupuesto estatal durante su gestión.

## Biografía
Elías Antonio Saca nació en la ciudad de Usulután del departamento homónimo, el 9 de marzo de 1965. 

## Trayectoria periodística y empresarial
En 1983 comenzó estudios superiores inacabados de periodismo en la Universidad de El Salvador. Se desarrolló como empresario en el área de comunicaciones, como narrador de informativos, así como locutor deportivo en radio y televisión. Participó en la creación de Radio América y después creó y dirigió su propia emisora, Radio Astral.

### Radio Astral
Radio Astral nació en 1993. Fue la primera radio del Grupo Radial Samix fundada por Elías Antonio Saca. Esta radio fue dirigida desde sus inicios por Manuel Ernesto Martínez. Al inicio era una emisora dirigida a un público adulto contemporáneo, pero en 1997 su estilo cambió debido a su falta de éxito. Radio Astral se convirtió en la primera radio de 24 horas ininterrumpidas de rock en la región centroamericana. En 2011 Francisco Parada se convirtió en el director de la radio. En 2015 Astral desapareció del dial y transmitió únicamente en línea, por último en 2019 dejó de transmitir en línea y se extinguió totalmente.

## Inicios de su trayectoria política
En 1989 entró de lleno en la política ingresando en el partido conservador Alianza Republicana Nacionalista (ARENA) que gobernó El Salvador desde ese mismo año hasta 2009. Fue presidente de la Asociación Salvadoreña de Radiodifusores (ASDER) y de la Asociación Nacional de la Empresa Privada (ANEP). El 14 de julio de 2003, dicho partido anunció que lo presentaría como su candidato presidencial para las elecciones del año siguiente. De inmediato, Saca, que era más conocido como locutor radial y televisivo que como político, comenzó a recorrer el país, presentando un plan de gobierno denominado "País Seguro" basado en el combate a la delincuencia;
Durante la campaña, algunos criticaron su escueta experiencia política, además que sus propuestas políticas parecían haber sido eclipsadas por las acusaciones en contra del candidato del FMLN, Schafik Hándal. Saca fue proclamado ganador con una votación de 58% frente al 36% obtenido por Hándal, en los comicios presidenciales del 21 de marzo de 2004.
Desde que fue elegido anunció que continuaría las políticas económicas de libre mercado y la política exterior de total apoyo a los intereses de los Estados Unidos, similar a la impulsada por su antecesor, el también arenero Francisco Flores.
Muchos atribuyen la actitud proestadounidense de Saca, al hecho que él fue apoyado abiertamente por miembros del Partido Republicano y de la Administración George W. Bush de los Estados Unidos, durante su campaña política en las elecciones de 2004. En opinión de muchos analistas la derecha estadounidense se sintió segura de que Saca encabezaría un gobierno conservador afín a sus intereses.
El FMLN acusó a los Estados Unidos de intervenir en el proceso electoral, porque varios oficiales de alto rango advirtieron que las relaciones de los Estados Unidos con El Salvador, se verían seriamente amenazadas si Handal ganaba las elecciones. Esta opinión se vio reforzada por el hecho que ARENA aseguró que los Estados Unidos podrían deportar a los salvadoreños que viven allá si ganaba el candidato de izquierda.
El día posterior a las elecciones, el embajador de los Estados Unidos en El Salvador, H. Douglas Barclay, aseguró que tanto las remesas como las relaciones entre ambos países "nunca estuvieron en peligro" ante la posibilidad de que el FMLN hubiera ganado las elecciones.

## Presidencia (2004-2009)

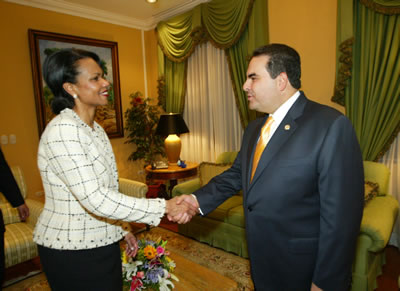
Saca saluda a Condoleeza Rice, durante la visita de la Secretaria de Estado a El Salvador.

El 1 de junio de 2004 asumió el puesto de presidente. En el discurso de apertura de su gobierno, Saca manifestó su voluntad de dar mayor atención a los temas sociales.[cita requerida] Los críticos del partido ARENA sostuvieron que este era un tácito reconocimiento de la falta absoluta de política social, bajo el gobierno anterior, también arenero.

El presidente Saca continuó la política exterior de su predecesor al mantener tropas salvadoreñas en Irak, así como su oposición a los gobiernos de izquierdas de América Latina, en especial, con la Cuba de Fidel Castro (hasta antes de la llegada de Mauricio Funes a la Presidencia de la República en sustitución de Saca, El Salvador no mantenía relaciones diplomáticas con la isla desde el triunfo de la Revolución Cubana) y la Venezuela de Hugo Chávez.

### Logros sociales e intento de Reforma Fiscal

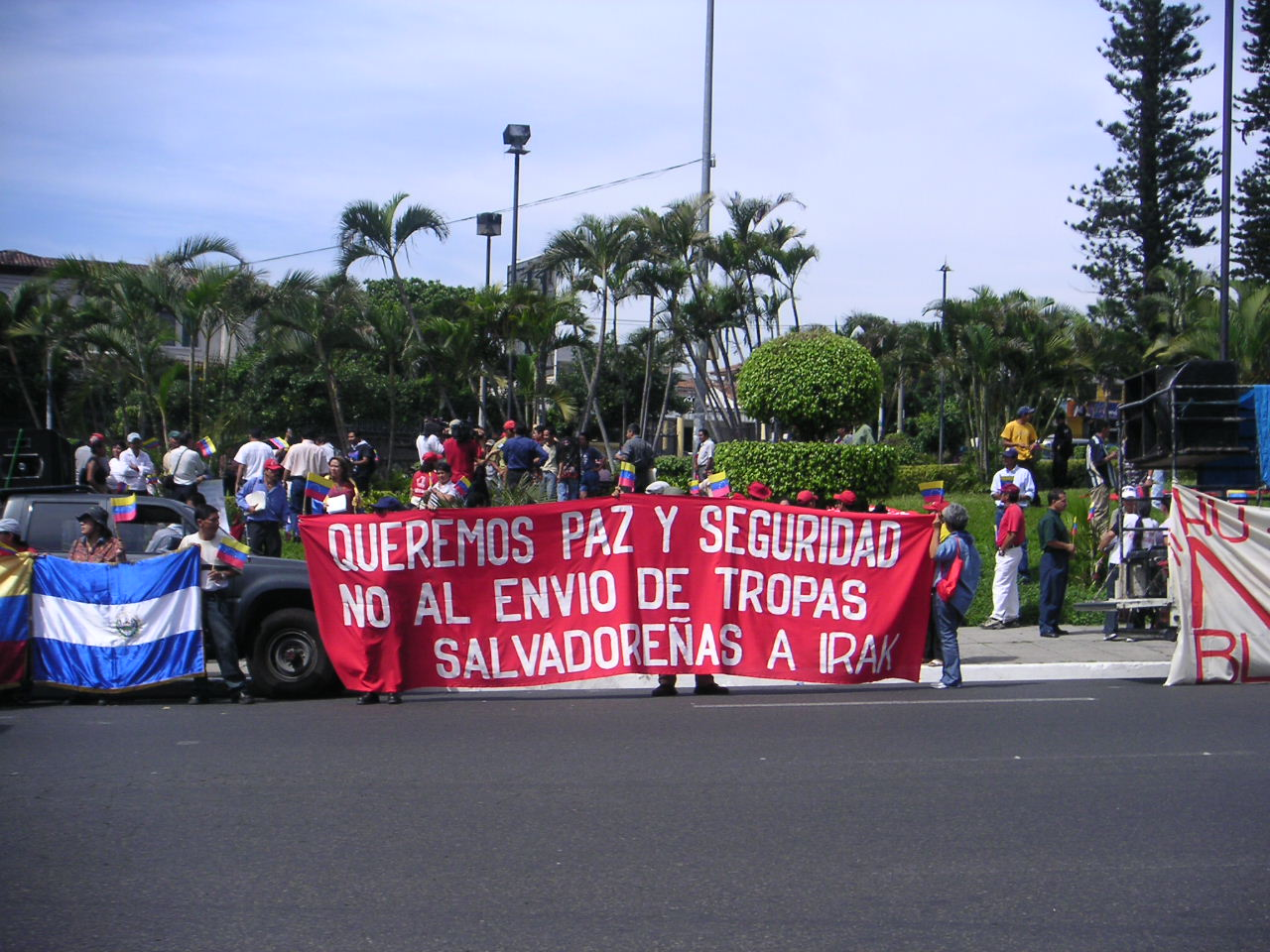
Protesta contra el gobierno de Antonio Saca por el envío de tropas militares salvadoreñas a Irak en la capital salvadoreña.

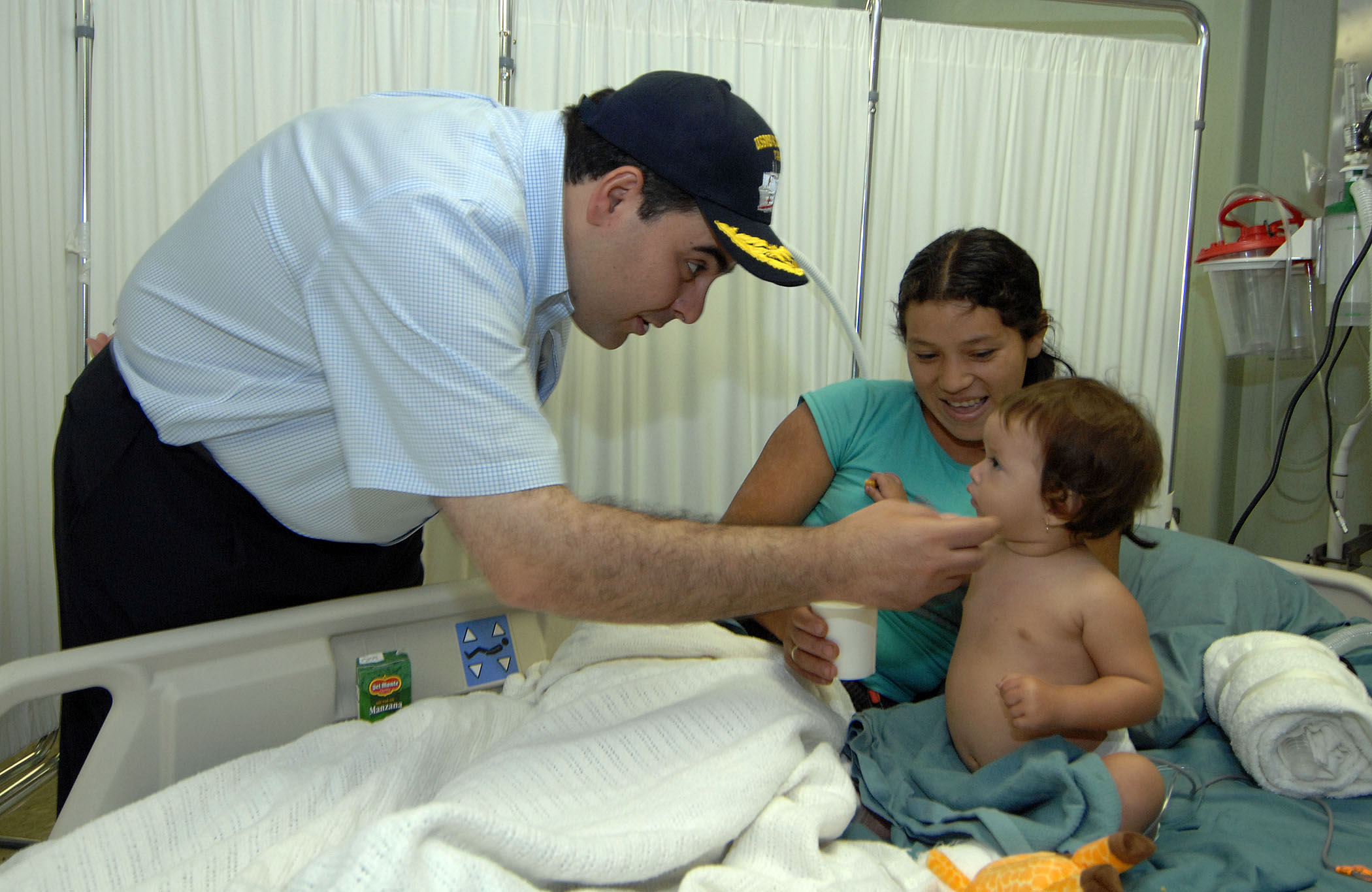
El presidente de El Salvador, Elías Saca, comparte un momento con una niña pequeña y su madre a bordo del buque hospital Military Sealift Commando.

El gobierno de Saca implementó un plan denominado "Red Solidaria" para otorgar un subsidio a las familias que viven en situación de extrema pobreza severa en los municipios menos desarrollados del país. Este subsidio de $15.00 a $20 mensuales fue calificado por algunos sectores de la oposición como populista teniendo en cuenta que Saca ha expresado su fidelidad al modelo económico neoliberal en su gestión, además se presentaron denuncias que este subsidio estaba siendo manipulado políticamente por el partido ARENA. Este subsidio fue sin embargo enfocado hacia el mapa de pobreza realizado anteriormente. En la actualidad, el Fondo de Inversión para el Desarrollo Local es el encargado de seguir con este proyecto en contra de la pobreza extrema.
Saca impulsó una Reforma Fiscal con la que se buscó suavizar un poco la grave crisis fiscal que tras quince años de gobierno conservador que vivía el país. Algunos economistas calificaron la situación salvadoreña como muy cercana a la vivida por Argentina a finales de los 90 con niveles de endeudamiento del 50% en relación con el PIB. La reforma fiscal fue duramente criticada por la gran empresa privada nacional, obligando al presidente Saca a solicitar la renuncia de su Ministro de Hacienda, Guillermo López Suárez para poner en su lugar a William Handal, hombre ligado al empresariado y expresidente de TACA, una de las grandes aerolíneas latinoamericanas, quien inmediatamente de asumir el cargo, aseguró que no habría más reformas impositivas para tranquilidad del sector privado.

### El problema de la delincuencia y la situación económica
Poco después de asumir la Presidencia de la República, Saca implementó el llamado Plan Supermano Dura para contener los elevados niveles de delincuencia en el país, a través del despliegue de tropas de la Fuerza Armada, para colaborar con las tareas de patrullaje de la Policía Nacional Civil, y la creación de unidades policiales especializadas en la investigación de homicidios. [cita requerida]El plan, de acuerdo a las estadísticas del gobierno, no fue capaz de reducir la cantidad de homicidios que ocurrían en el país, y estos aumentaron tal y como lo venían haciendo desde antes de su gobierno, para finalizar en 3,928 homicidios durante el 2006. A pesar de esto el gobierno sostuvo que logró reducir ligeramente el número de crímenes, mientras que nuevamente las propias estadísticas del Estado prueban lo contrario, cuando se estudian cifras de extorsiones, se nota un incremento desde 2004 hasta 2009 de manera casi constante. La oposición a su presidencia sostuvo que el país mantuvo la tasa de criminalidad a pesar de los planes en acción, además de acusó al gobierno de dar énfasis a la propaganda sobre la acción integral contra la delincuencia.
Al mismo tiempo, los críticos de Saca han denunciado la inacción del gobierno ante el incremento de los precios del combustible, canasta básica, transporte, energía eléctrica, y la falta de políticas contra el desempleo y las tasas de inflación que atravesó El Salvador durante su gobierno. El gabinete de Saca respondió a estas críticas afirmando que en el sistema económico que existe en El Salvador, su gobierno posee una capacidad prácticamente nula de incidir en la fijación de precios, además de afirmar que la creación de empleos es responsabilidad de las empresas privadas y que poco se puede hacer desde el gobierno para controlar las variaciones de precios y la especulación.

### Acusaciones de sectarismo político
Desde la campaña presidencial de 2004, Antonio Saca ocupó la presidencia de su partido político, ARENA. Cuando asumió la Presidencia de la República, en junio de 2004, diversos analistas políticos salvadoreños consideraron inconveniente para el país, que Saca ocupará al mismo tiempo la Jefatura del Estado y la máxima dirección de un partido político. Saca, obvió las críticas y decidió mantenerse al frente de ARENA.

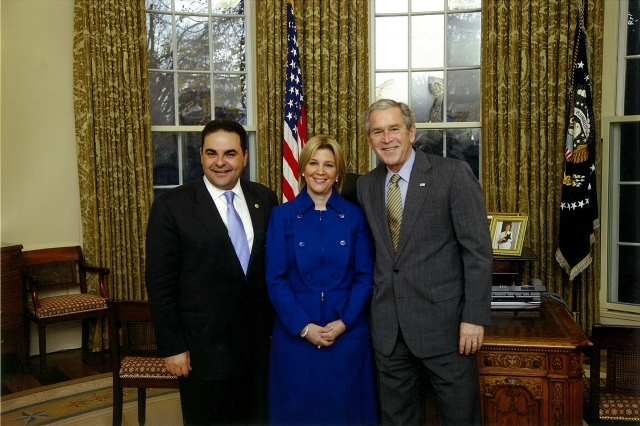
Antonio Saca, Ana Ligia Mixco Sol de Saca y George W. Bush.

Durante el período presidencial de Saca se han producido varios incidentes que han sido señalados por los detractores del gobierno como "actos de sectarismo político" y como señal de que Antonio Saca privilegia su condición de presidente de partido sobre la de Presidente de la República. Los defensores de Saca han sostenido que la Constitución no limita los derechos de participación política del Presidente de la República.
Un incidente señalado como particularmente grave por los opositores de Saca fue su activo involucramiento en la campaña electoral de su partido para los comicios legislativos y municipales del 12 de marzo de 2006. Saca, apartándose de la tradición de sus predecesores, participó en mítines políticos en todo el país, especialmente en zonas rurales, apoyando a los candidatos de ARENA. Los partidos de oposición denunciaron que el gobernante violentaba con tal acción, el artículo 218 de la Constitución de El Salvador que establece que "Los funcionarios y empleados públicos están al servicio del Estado y no de una fracción política determinada. No podrán prevalerse de sus cargos para hacer política partidista. El que lo haga será sancionado de conformidad con la ley".
Otro incidente señalado por los críticos del gobierno como dañino para la convivencia nacional ocurrió, el 16 de enero de 2007, mientras el presidente Saca encabezaba las celebraciones oficiales por el XV aniversario de la firma de los Acuerdos de Paz de Chapultepec. Durante el acto protocolar, celebrado en San Salvador, Saca reconoció la labor de la ONU, los países amigos, la Iglesia Católica y la Fuerza Armada de El Salvador, en el proceso de diálogo y negociación que permitió poner fin a la Guerra Civil Salvadoreña. Sin embargo se abstuvo de mencionar la contribución en el proceso de paz, del FMLN, la agrupación de fuerzas de izquierda que depuso las armas y suscribió la paz con el gobierno en 1992 y que en ese entonces era el principal partido de oposición.
Según una investigación periodística, que terminó en una denuncia judicial entre finales del año 2003 y mediados del año 2004 hubo una red de cuentas bancarias del partido ARENA, en la cual Antonio Saca y una decena de personas vinculadas a su partido (su campaña y después a su gobierno) recibieron decenas de cheques por cantidades que casi suman los 10 millones de dólares que, según la Fiscalía, Taiwán entregó al expresidente Flores en 2003. Los destinatarios de los 10 millones los cuales se vieron beneficiados ya que dichos recursos fueron derivados hacia cuentas bancarias del partido ARENA creadas con nombres como: Arena casa por casa, Arena Territorial, Arena Día D, Arena Mítines y eventos, Arena San Salvador, etc., los cuales suman 5.9 millones de dólares.

## Expulsión de ARENA
Tras las elecciones presidenciales y legislativas del 18 de enero de 2009, el partido ARENA sufrió la escisión de doce diputados en la fracción legislativa, quienes además formarían la denominada Gran Alianza por la Unidad Nacional. De la deserción se acusó al expresidente Saca, y también se le inculpó de «amañar» la elección partidaria de Rodrigo Ávila como candidato presidencial, quien al final perdió los comicios del 15 de marzo de 2009. Ante las acusaciones, las autoridades de ARENA decidieron realizar un «proceso político» que terminó en la expulsión de Elías Antonio Saca González en diciembre de 2009 sobre la base de los estatutos de la institución. Saca calificó la decisión como «arbitraria e injusta», y realizada «con especulaciones y chambres». También alegó la violación a su derecho de audiencia, ya que se encontraba en ese momento en Costa Rica.

## Señalamientos durante su gestión
Como Presidente de la República, durante el quinquenio que comprendió de 2004 a 2009, Saca estuvo vinculado a varios escándalos de malversación y corrupción en el manejo de fondos públicos, destinados a la construcción de obras de importancia para el país.
Uno de los casos más sonados es el del entonces bulevar Diego de Holguín, ahora bulevar Monseñor Romero, donde existen alrededor de 10 delitos aplicables a la pérdida de más de 11 millones de dólares en la gestión Saca. Una investigación reveló que entre los delitos que rondan la investigación están, lavado de dinero y de activos, falsedad material, falsedad ideológica, uso y tenencia de documentos falsos, encubrimiento, omisión de aviso, incumplimiento de deberes, malversación, tráfico de influencias, depredación de bosques, responsabilidad de funcionarios y empleados públicos, evasión de impuestos, entre otros.
La administración pública de Mauricio Funes presentó un informe a la Comisión de Hacienda de la Asamblea Legislativa, en donde se expresa la solicitud a la Fiscalía General de la República de El Salvador para que investigue la malversación hecha bajo la administración pública del expresidente Saca.
En el campo de la salud, el expresidente Saca fue acusado por el partido opositor de malversar los fondos destinados para la construcción del nuevo Hospital de Maternidad, pues según las autoridades de salud del gobierno de Mauricio Funes, el nuevo Hospital de Maternidad es una de las deudas del gobierno de Elías Antonio Saca González y lo tuvo que asumir la gestión de su sucesor.
Para la construcción de dicho hospital público se habían destinado 29.9 millones de dólares, sin embargo, de ese dinero únicamente pudieron rescatar alrededor de un millón de dólares para compra de equipo y el estudio previo a la construcción.
Otras acusaciones fueron presentadas por la administración pública liderada por Mauricio Funes, las cuales involucran varias instituciones del Estado, y entre estas, se encuentran los Ministerios de Salud, Educación, el Banco Multisectorial de Inversiones y la misma Presidencia de la República.
En 2016 la Corte Suprema admitió una millonaria denuncia por corrupción contra el partido ARENA y contra varios expresidentes de ese partido, la demanda fue admitida por el pleno de 15 magistrados sobre corrupción ocurrida entre 1989 y 2009, cuando gobernó la derechista ARENA, que gobernó entre 1989 y 2009, periodo en el que ocuparon la presidencia Alfredo Cristiani (1989-1994), Armando Calderón Sol (1994-1999). Francisco Flores -ya fallecido- (1999-2004) y Antonio Saca (2004-2009), quienes, según la denuncia, habrían cometido actos de corrupción que equivaldrían en pérdidas para el Estado por 34.000 millones de dólares.

## Cronología del gobierno de Elías Antonio Saca González
- 21 de marzo de 2004: Se celebran las elecciones presidenciales para elegir al sucesor de Francisco Flores.
- 22 de marzo de 2004: El Tribunal Supremo Electoral de El Salvador declara a Saca, como presidente electo.
- 1 de junio de 2004: Antonio Saca toma posesión de la Presidencia de la República para un mandato de cinco años. En su discurso de toma de posesión, afirma que la prioridad de su gobierno será lo social.[30]
- 30 de agosto de 2004: El presidente Saca anuncia la implementación del Plan Supermano Dura, una estrategia para contener el auge de la delincuencia en el país.[31]
- 7 de marzo de 2005: El presidente Saca anuncia la implementación del Programa Red Solidaria, para otorgar subsidios a las familias en situación de extrema pobreza.[32]
- 11 de junio de 2005: Renuncia el ministro de Turismo, Luis Cardenal, luego de verse involucrado en una licitación fraudulenta dentro de su Ministerio de Estado.[33]
- 15 de julio de 2005: Durante su visita a Estados Unidos, Antonio Saca se reúne con George W. Bush y anuncia la próxima aprobación del Tratado de Libre Comercio entre Estados Unidos, Centroamérica y República Dominicana.[34]
- Febrero-marzo de 2006: El presidente Saca interviene activamente en la campaña previa a la elección de alcaldes y diputados al participar en actos proselitistas del partido ARENA.[35]
- 2 de enero de 2007: Renuncia el ministro de Obras Públicas, David Gútierrez. El presidente Saca afirma que el cambio se debe a problemas de salud del funcionario público. La oposición denuncia que se debe al descubrimiento de varios actos de corrupción en ese Ministerio de Estado.[36]
- 16 de enero de 2007: Antonio Saca encabeza las celebraciones oficiales por el XV aniversario de la firma de los Acuerdos de Paz de El Salvador.
- 29 al 31 de octubre de 2008: Presidió, como mandatario anfitrión, el desarrollo de la XVIII Cumbre Iberoamericana, realizada en el Centro Internacional de Ferias y Convenciones de la capital salvadoreña, que reunió a 22 jefes de Estado del área, incluyendo a los reyes de España y al primer ministro de Portugal (sede de 2009).
- 1 de junio de 2009: Antonio Saca entrega la Presidencia de la República a Mauricio Funes.

## Segunda candidatura presidencial
El 25 de febrero de 2013, Saca lanzó su candidatura presidencial para el periodo 2014-2019. El exmandatario postuló su nueva candidatura presidencial con la bandera del Movimiento Unidad, una coalición política que contó con el respaldo del Partido Demócrata Cristiano (PDC), Partido de Concertación Nacional (PCN) y Gran Alianza por la Unidad Nacional (GANA). Dichas organizaciones políticas oficializaron su apoyo el 5 de mayo de 2013. Parte de sus promesas iniciales incluyeron la continuidad de programas sociales desarrollados por el gobierno de Mauricio Funes. Sin embargo, el 2 de febrero de 2014 Saca quedó eliminado de la contienda electoral al quedar en tercer lugar en el número de votos obtenidos frente a los candidatos Salvador Sánchez Cerén del FMLN y Norman Quijano de ARENA, quienes pasaron a disputar la segunda vuelta electoral el 9 de marzo de 2014. Y de manera extemporánea, el 26 de junio de 2014 la Sala de lo Constitucional de la Corte Suprema de Justicia declaró inconstitucional su candidatura presidencial por vulnerar los artículos 88; 127 ordinal 6°; 152 ordinales 1° y 7°; y 154 de la Constitución de la República de El Salvador de 1983.

## Proceso judicial

#### Arresto
El 30 de octubre de 2016 fue detenido por orden administrativa de la Fiscalía General de El Salvador por los delitos de peculado, asociaciones ilícitas y lavado de dinero presuntamente cometidos durante el período en el que fungió como presidente. Junto a Saca fueron arrestados dos exfuncionarios cercanos a su administración y otros empleados de Casa Presidencial. En el caso se encuentra además involucrado su exsecretario privado de la presidencia Elmer Charlaix —quien se entregó voluntariamente—, sobre quien pesa la principal sospecha de movimientos bancarios ilícitos provenientes de fondos públicos en beneficio de los exfuncionarios.

#### Encarcelamiento
El martes 17 de enero de 2017, Elías Antonio Saca se convirtió en el primer expresidente, en ser enviado a un centro penal de El Salvador (Centro Penal La Esperanza, conocido como «Mariona»), señalado por desviar más de $301 millones de fondos de Casa Presidencial a cuentas personales, dinero que supuestamente terminó en empresas del exmandatario durante el periodo 2004-2009.

#### Proceso abreviado
El día 7 de agosto de 2018 el Tribunal Segundo de Sentencia aceptó una solicitud realizada días antes por el expresidente Elías Antonio Saca y otros cinco funcionarios de su administración para que se les otorgase un proceso abreviado, este arreglo fue avalado por el fiscal general Douglas Meléndez. Como parte de esta solicitud hubo un acuerdo entre Elías Antonio Saca y el ente fiscal, el cual incluía una confesión por parte de Saca y una concesión de pena menor por parte del Ministerio Público y así evitar la pena máxima por los delitos que se le imputaban.

#### Confesión
Elías Antonio Saca relató que para respaldar el desvío de los fondos emitió un reglamento que le daba la facultad de catalogar como secreto de Estado la información relacionada con los movimientos de dinero.
"Dicha normativa me permitía asegurar la aparente legalidad en el manejo de los fondos públicos, aprovechar su uso y apropiármelos en beneficio personal y de otras personas", sostuvo Saca.
Explicó que el «modus operandi» era una copia de un reglamento emitido por su antecesor, Francisco Flores, a la que solo le fueron modificadas las fechas y los nombres de funcionarios y con la que se manejaban secretamente los recursos de la inteligencia estatal.
Relató que inicialmente no se planteó el uso de este mecanismo para desviar el dinero, pero que la falta de controles más rigurosos por parte de la Corte de Cuentas lo motivaron a utilizarlo.
"Me aproveché de la organización (del Gobierno) y de los escasos dispositivos de control para trasladar fondos a otras personas sin relación con la Presidencia", dado que las auditorías se hacían "de forma superficial", añadió.
Declaró que el partido político que lo llevó al poder, ARENA, recibió "varios millones de dólares", desviados desde la cartera del Estado hacia las cuentas bancarias del partido. Explicó que también pagó a ministros, viceministros y presidentes de entidades autónomas de su Gobierno cantidades de entre 5.000 y 10.000 dólares mensuales y en efectivo como "sobresueldos". Además, pagó a Jorge Hernández, expresentador de noticias de la principal cadena de televisión, Telecorporación Salvadoreña, un salario "ilegal" de 10.000 dólares mensuales para recibir una "cobertura amplia y favorable".

#### Sentencia
Tras 17 días hábiles donde participaron y también confesaron los diferentes funcionarios del expresidente Saca, incluido él, concluyó el procesó abreviado en el Tribunal Segundo de Sentencia de San Salvador, donde el Ministerio Público solicitó al Tribunal condena por los delitos de Peculado y Lavado de dinero en contra de Elías Antonio Saca y compañía; además de una condena de responsabilidad civil para que regrese el monto que pecularon y al mismo tiempo se declare extinción de bienes, muebles e inmuebles para que pasen al Estado.

#### Condena
El fallo del Tribunal de Sentencia de San Salvador fue dado el día 12 de septiembre de 2018; en el cual Elías Antonio Saca fue condenado a 10 años de prisión por los delitos de peculado y lavado de dinero, así mismo el exsecretario privado de Casa Presidencial de su gobierno, Elmer Charlaix. Además se le solicitó la devolución de $260 millones de dólares al Estado.
En otro caso, la Justicia condenó en 2021 a Elías Antonio Saca y a otras dos personas, Gerardo Balzaretti Kriete y Juan Tennant Wrigth, a pagar 10 millones de dólares como responsabilidad civil por la malversación de una misma cantidad donada por Taiwán. Los fondos fueron entregados por Taiwán a El Salvador, entre octubre de 2003 y abril de 2004, para la ejecución de 4 proyectos para las víctimas de dos terremotos que afectaron al país en 2001. El expresitente Francisco Flores se apropió de 5 millones de dólares y el resto lo desvió a cuentas del partido Arena para la campaña electoral de Saca, mientras que las víctimas no recibieron nada.